# ITF Barcelona
Das ITF Barcelona ist ein Tennisturnier der ITF Women’s World Tennis Tour, das in Barcelona ausgetragen wird.

## Geschichte
Offizielle Namen der Turniere bis heute:
- 2015–2016: Women World Winner Barcelona
- 2017–2019: Trofeu Internacional Ciutat de Barcelona
- 2023–: Women’s Tec Cup

## Siegerliste

### Einzel
| Jahr | Kategorie | Belag     | Siegerin                | Finalgegnerin         | Ergebnis        |
| ---- | --------- | --------- | ----------------------- | --------------------- | --------------- |
| 2015 | $15.000   | Sand      | Myrtille Georges        | Georgina García Pérez | 6:3, 7.63       |
| 2016 | $25.000   | Sand      | Océane Dodin            | Ioana Loredana Roșca  | 6:3, 6:4        |
| 2017 | $60.000   | Sand      | Daniela Seguel          | Amandine Hesse        | 3:6, 7:65, 7:63 |
| 2018 | $25.000   | Sand      | Estrella Cabeza Candela | Aliona Bolsova        | 6:2, 6:3        |
| 2019 | W60       | Sand      | Allie Kiick             | Çağla Büyükakçay      | 7:63, 3:6, 6:1  |
| 2023 | W60       | Hartplatz | Arina Rodionova         | Walerija Sawinych     | 6:4, 5:7, 6:1   |

### Doppel
| Jahr | Kategorie | Belag     | Siegerinnen                               | Finalgegnerinnen                               | Ergebnis         |
| ---- | --------- | --------- | ----------------------------------------- | ---------------------------------------------- | ---------------- |
| 2015 | $15.000   | Sand      | Alionva Bolsova Gaia Sanesi               | Estrella Cabeza Candela Oleksandra Koraschwili | 6:3, 6:4         |
| 2016 | $25.000   | Sand      | Andrea Gámiz Georgina García Pérez        | Alice Matteucci Jil Teichmann                  | 6:2, 7:5         |
| 2017 | $60.000   | Sand      | Montserrat González Sílvia Soler Espinosa | Julia Glushko Priscilla Hon                    | 6:4, 6:3         |
| 2018 | $25.000   | Sand      | Jessica Ho Wang Xiyu                      | Carolina Meligeni Alves Jade Suvrijn           | 6:3, 6:1         |
| 2019 | W60       | Sand      | Kyōka Okamura Moyuka Uchijima             | Marina Bassols Ribera Yvonne Cavallé Reimers   | 7:67, 6:4        |
| 2023 | W60       | Hartplatz | Prarthana Thombare Anastassija Tichonowa  | Estelle Cascino Diāna Marcinkēviča             | 3:6, 6:1, [10:7] |

## Quelle
- ITF Homepage